# ペンギン・カフェ (バンド)
ペンギン・カフェ (Penguin Cafe) は、サイモン・ジェフスとエミリー・ヤングの息子であるアーサー・ジェフスが、父が展開していたプロジェクトであったペンギン・カフェ・オーケストラを継承するものとして創始したバンド。
10人編成のメンバーによるペンギン・カフェは、2009年に結成され、「王立音楽大学の輝かしい才能ある人々からスウェードやゴリラズなどのバンドのメンバーまで (luminaries from The Royal College of Music to members of bands such as Suede and Gorillaz)」幅広いミュージシャンたちが集まっている。
最初のアルバム『ア・マター・オブ・ライフ…』は、2010年に、彼らの自主レーベルであるペンギン・カフェ (Penguin Cafe) からリリースされた。ジャンルや名称が類似しているとはいえ、ペンギン・カフェは、元々のペンギン・カフェ・オーケストラとははっきりと異なるグループになっている。

## メンバー
- アーサー・ジェフス (Arthur Jeffes) – ピアノ、ウクレレ、ハーモニウム
- デス・マーフィー (Des Murphy) – ウクレレ
- アンディ・ウォーターワース (Andy Waterworth) – ダブルベース
- レベッカ・ウォーターワース (Rebecca Waterworth) – チェロ
- ダレン・ベリー (Darren Berry) – ヴァイオリン
- ニール・コドリング (Neil Codling) – ピアノ、ウクレレ、クアトロ、ギター
- ヴィンセント・グリーン (Vincent Greene) - ヴィオラ
- トム・チチェスター＝クラーク (Tom Chichester-Clark) – ハーモニウム、ウクレレ
- キャス・ブラウン (Cass Browne) – パーカッション
- ピート・ラドクリフ (Pete Radcliffe) – パーカッション
- オリ・ラングフォード (Oli Langford) - ヴァイオリン

## ディスコグラフィ

### スタジオ・アルバム
- 『ア・マター・オブ・ライフ…』 - A Matter of Life... (2011年)
- 『ザ・レッド・ブック』 - The Red Book (2014年)
- 『ジ・インパーフェクト・シー』 - The Imperfect Sea (2017年)
- 『ハンドフルズ・オブ・ナイト』 - Handfuls of Night (2019年)